# Gustaw Piotrowski (młodszy)
Gustaw Piotrowski (ur. 19 lipca 1863 w Tarnowie, zm. 28 stycznia 1905 w Krakowie) – polski lekarz, fizjolog, profesor fizjologii Akademii Weterynaryjnej we Lwowie.
Syn Gustawa Piotrowskiego (1833-1884). Studiował medycynę na Uniwersytecie Jagiellońskim i otrzymał dyplom doktora wszech nauk lekarskich 4 lipca 1887. Następnie pracował jako asystent w Zakładzie Fizjologii UJ u Napoleona Cybulskiego. Potem studiował fizykę u Zygmunta Wróblewskiego, chemię u Emiliana Czyrniańskiego w Krakowie, Adolfa Liebena i Ernsta Ludwiga w Wiedniu. Przez półtora roku uczył się w zakładzie fizjologii Emila Du Bois-Reymonda w Berlinie.
Habilitował się 8 maja 1889 w Krakowie. Od czerwca 1889 wykładowca fizjologii zwierząt domowych oraz fizjologii żywienia w Wyższej Szkole Rolniczej w Dublanach, od semestru letniego 1890/91 docent na Uniwersytecie we Lwowie. Dzięki stypendium fundacji Gałęzowskiego odbył dalsze studia: w Cambridge u Michaela Forstera, w Paryżu u Nestora Gréhanta, studiował też neurologię u Carla Westphala i Emanuela Mendla w Berlinie oraz u Jeana-Martina Charcota w Paryżu.
Wpadł w nałóg morfinizmu, dwukrotnie podejmował próby samobójcze przez przedawkowanie narkotyku, z których druga zakończyła się jego śmiercią. Pochowany na cmentarzu Rakowickim w grobowcu rodzinnym (pas 2).

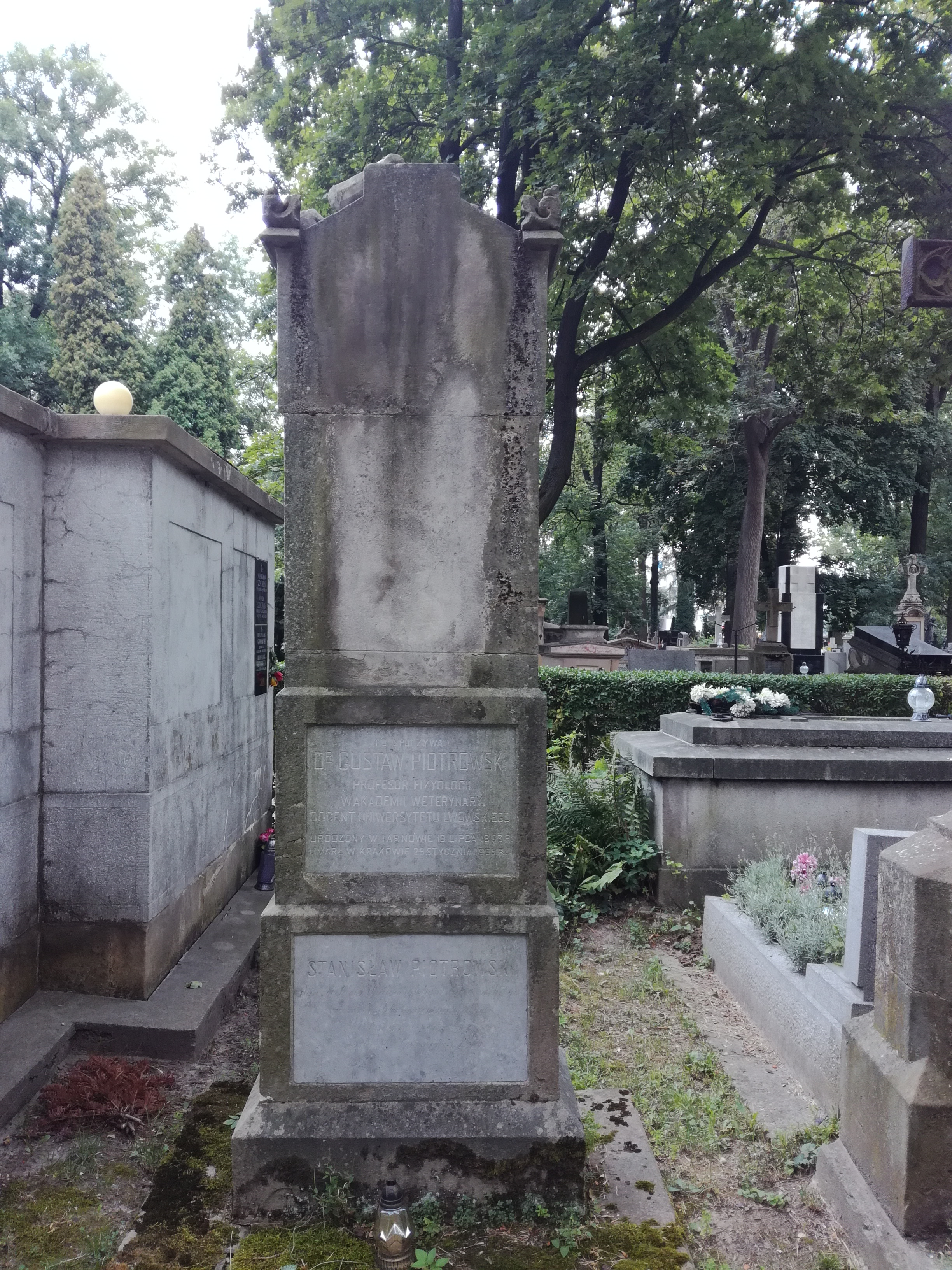
Grób prof. Gustawa Piotrowskiego mł. na cmentarzu Rakowickim

## Prace
- Przyczynek do nauki o unerwieniu naczyń. Pam Akad Umiej Wydz Mat Przyr 1889
- O tamowaniu czynności fizjologicznych w ustroju zwierzęcym. Pamiętnik Lekarski 28, s. 349-351 i 29, s. 364-366 (1889)
- Fiziologia zwierząt ssących domowych (1895)